# مملكة سواسون
مملكة سواسون ومعروفة أيضًا باسم نطاق سياغريوس هي دويلة وجزء من الإمبراطورية الرومانية الغربية في شمال بلاد الغال (اليوم فرنسا) استمرت لمدة 25 سنة أثناء العصور القديمة المتأخرة.